# OrangeAcademy
Die OrangeAcademy (früher unter anderem BG Illertal sowie Weißenhorn Youngstars) ist eine Basketballmannschaft aus Ulm. Sie spielt derzeit in der drittklassigen 2. Basketball-Bundesliga ProB und dient dem Erstligisten Ratiopharm Ulm als Nachwuchsfördermannschaft.

## Geschichte
Nach seiner Gründung im Jahr 1994 spielte die Mannschaft erst in der Kreisliga. Nach sechs Aufstiegen unter verschiedenen Namen (FV Weißenhorn, BC Groer Recycling Weißenhorn) und mit vielen verschiedenen Kadern und Trainern schaffte die Mannschaft als BC Scholz Recycling Weißenhorn in der Saison 2009/10 den Aufstieg in die ProB, in den Play-offs gegen wiha Panthers Schwenningen. Die Mannschaft blieb lange von Abstiegen verschont, auch wenn es in der Saison 2011/12 fast so weit war und man erst in der ProB-Abstiegsrunde den Klassenerhalt schaffte.
2010 fusionierte die Mannschaft mit den Basketball-Sparten der Vereine TV Senden/Ay, SpVgg Au und SC Vöhringen und gründete die BG Illertal. Die BGI vereinbarte im selben Jahr eine Kooperation mit Basketball Ulm, dem Betreiber des Bundesligisten Ratiopharm Ulm.
In der Sommerpause 2012 wurde der Name der Herrenmannschaft in Weißenhorn Youngstars geändert und als Nachwuchsfördermannschaft der Basketball Ulm GmbH angegliedert. Die übrigen Vereinsmannschaften wurden weiterhin von der BG Illertal geführt. Da ein Erstligist nicht Besitzer eines ProB-Teams sein darf, wurde zur Umsetzung des Vorhabens „Youngstars“ die TAB Sportmarketing GmbH mit Geschäftsführer Björn Elsner gegründet. Außerdem setzten die Ulmer Artur Kolodziejski als Sportdirektor der Weißenhorner ein, um den gemeinsamen Weg zu ebnen und die Zusammenarbeit zu stärken. Mit einem völlig umstrukturierten und sehr jungen Kader starteten die Youngstars in die Saison 2012/13 und schafften mit dem dritten Platz den Einzug in die Play-offs der ProB. Im Halbfinale kam dann das Aus gegen die Bayer Giants Leverkusen. Der Brite Tim Lewis, der die Youngstars durch diese Saison geführt hatte, verließ Weißenhorn im Mai 2013, um einen „neuen Schritt“ in seiner Karriere zu tun. Als Neuer kam Zoltan Nagy, der früher bereits 85 Mal das Trikot der ungarischen Nationalmannschaft getragen hatte. Nagy wurde nach der Saison 2013/14 als Trainer vom Finnen Daniel „Danny“ Jansson abgelöst.
Jansson führte die Mannschaft in der Saison 2016/17 ins Finale der ProB und damit zum sportlichen Aufstieg in die ProA. Das Finalhinspiel verlor Weißenhorn gegen PS Karlsruhe mit 67:71, drehte im zweiten Aufeinandertreffen aber den Spieß um und sicherte sich mit einem 77:71-Auswärtserfolg den Gewinn der Meisterschaft. Wenige Tage vor dem Titelgewinn fiel die Entscheidung, den Aufstieg wahrzunehmen. Da die Weißenhorner Halle nicht den Mindestanforderungen der ProA entsprach, veranlasste die Betreibergesellschaft Basketball Ulm GmbH den Umzug der Mannschaft in die Ulmer Kuhberghalle. Ende Juni wurde die Mannschaft in OrangeAcademy umbenannt, der bisherige Name Weißenhorn Youngstars verschwand. Die Ulmer stellten in der Saison 2017/18 die jüngste Mannschaft in der 2. Bundesliga ProA und verpassten als Aufsteiger den Klassenverbleib.
Im Spieljahr 2018/19 führte Trainer Jansson die Mannschaft ins Achtelfinale der 2. Bundesliga ProB, wo man dem SSV Lokomotive Bernau unterlag. 2019 wurde der ehemalige Nationalspieler Anton Gavel neuer Trainer. 2021 erfolgte der Umzug in das Leistungszentrum Orange Campus in Neu-Ulm, wo die mittlerweile von der OrangeAcademy GmbH betriebene Mannschaft fortan ihre Heimspiele austrug. Im Juni 2022 wurde mit Jeremy Sochan ein ehemaliger Spieler der Mannschaft im NBA-Draftverfahren ausgewählt.
Als Nachfolger von Gavel, der Trainer des Ulmer Bundesligisten wurde, kam in der Sommerpause 2022 der junge Isländer Baldur Ragnarsson. Der Isländer führte die Ulmer 2024 ins Halbfinale der 2. Bundesliga ProB. Er leitete die Mannschaft bis zum Ende der Saison 2023/24 an, dann kam Florian Flabb ins Amt.

## Kader der Saison 2024/2025
| Spieler | Spieler     | Spieler                         | Spieler            | Spieler | Spieler | Spieler                          |
| Nr.     | Nat.        | Name                            | Geburt             | Größe   | Info    | Letzter Verein                   |
| ------- | ----------- | ------------------------------- | ------------------ | ------- | ------- | -------------------------------- |
| 1       | Deutschland | Niko Jerkic                     | 13. September 2007 | 2,00 m  |         | BBU ´01                          |
| 3       | Deutschland | Jordan Müller                   | 11. August 2006    | 1,85 m  |         | SG Lützel-Post Koblenz           |
| 5       | Deutschland | Connor Anderson                 | 09. November 2005  | 1,98 m  |         | BBU ´01                          |
| 9       | Deutschland | Linus Stoll                     | 25. März 2004      | 1,77 m  |         | BBU ´01                          |
| 10      | Deutschland | Yannick Zumsteg                 | 18. April 2004     | 1,98 m  |         | BBU ´01                          |
| 11      | Deutschland | Lucca Nikolai Bretz             | 28. Juli 2004      | 1,99 m  |         | BBU ´01                          |
| 12      | Deutschland | Milo Alexander Murray           | 12. Oktober 2007   | 1,98 m  |         | BBU ´01                          |
| 13      | Niederlande | Endurance Aiyamenkhue           | 1. Juni 2007       | 2,09 m  |         | Millenium Basketball Club (MBCA) |
| 14      | Deutschland | Jonas Zilinskas                 | 13. Januar 2006    | 2,09 m  |         | BBC Coburg                       |
| 15      | Deutschland | Jervis Carollan Essenam Scheffs | 9. Oktober 2007    | 1,94 m  |         | BBU ´01                          |
| 17      | Deutschland | Tobias Rainer Holbach           | 7. September 2005  | 2,05 m  |         | SG Weiterstadt                   |
| 21      | Deutschland | Alec Anigbata                   | 6. Oktober 2004    | 2,04 m  | DL      | FC Bayern Basketball II          |
| 23      | Ungarn      | Barna Buglyó                    | 27. März 2007      | 2,00 m  |         | BBU ´01                          |
| 24      | Estland     | Oliver Kullamäe                 | 02. Oktober 2007   | 1,90 m  |         | BBU ´01                          |
| 27      | Deutschland | Sebastian Maximilian Pachucki   | 27. August 2004    | 2,04 m  |         | BBU ´01                          |
| 32      | Norwegen    | Kristian Henning Sjølund        | 10. September 1999 | 2,03 m  |         | BBC Bayreuth                     |
| 44      | Polen       | Zoran Milicic                   | 22. November 2006  | 1,95 m  |         | BBU ´01                          |
| 77      | Danemark    | Frederik Drejer Erichsen        | 7. August 2006     | 2,06 m  | DL      | BakkenBears                      |

| Trainer     | Trainer       | Trainer    |
| Nat.        | Name          | Position   |
| ----------- | ------------- | ---------- |
| Deutschland | Florian Flabb | Trainer    |
| Deutschland | Erik Rösch    | Co-Trainer |

| Legende                 | Legende                                                    |
| Abk.                    | Bedeutung                                                  |
| ----------------------- | ---------------------------------------------------------- |
| Nr.                     | Trikotnummer                                               |
| Nat.                    | Nationalität                                               |
| (C)                     | Mannschaftskapitän                                         |
| DL                      | Doppellizenzspieler Ratiopharm Ulm (Basketball-Bundesliga) |
| BBU ’01                 | Jugendbereich ratiopharm ulm                               |
| Quellen                 |                                                            |
| Teamhomepage            |                                                            |
| Stand: Saison 2024/2025 |                                                            |

| Legende                 | Legende                                                    |
| Abk.                    | Bedeutung                                                  |
| ----------------------- | ---------------------------------------------------------- |
| Nr.                     | Trikotnummer                                               |
| Nat.                    | Nationalität                                               |
| (C)                     | Mannschaftskapitän                                         |
| DL                      | Doppellizenzspieler Ratiopharm Ulm (Basketball-Bundesliga) |
| BBU ’01                 | Jugendbereich ratiopharm ulm                               |
| Quellen                 |                                                            |
| Teamhomepage            |                                                            |
| Stand: Saison 2024/2025 |                                                            |

## Kader der Saison 2023/2024
| Spieler | Spieler     | Spieler                         | Spieler           | Spieler | Spieler | Spieler                          |
| Nr.     | Nat.        | Name                            | Geburt            | Größe   | Info    | Letzter Verein                   |
| ------- | ----------- | ------------------------------- | ----------------- | ------- | ------- | -------------------------------- |
| 0       | Spanien     | Seikou Sisoho Jawara            | 14. Februar 2000  | 1,90 m  | DL      | Weber State San Diego            |
| 2       | Deutschland | Linus Stoll                     | 25. März 2004     | 1,77 m  |         | BBU ´01                          |
| 3       | Deutschland | Jordan Thomas Müller            | 11. August 2006   | 1,85 m  |         | SG Lützel Post Koblenz           |
| 4       | Deutschland | Joel Cwik                       | 10. April 2006    | 1,95 m  |         | Deutschland                      |
| 7       | Deutschland | Tobias Brahe Jensen             | 8. Mai 2004       | 1,97 m  | DL      | Bakken Bears Academy             |
| 8       | Deutschland | Finn Lehner                     | 22. April 2004    | 1,93 m  |         | Deutschland                      |
| 9       | Deutschland | Maximilian Langenfeld           | 19. Oktober 2003  | 1,98 m  | DL      | Team Ehingen Urspring            |
| 10      | Deutschland | Yannick Zumsteg                 | 18. April 2004    | 2,00 m  |         | BBU ´01                          |
| 11      | Deutschland | Lucca Nikolai Bretz             | 28. Juli 2004     | 1,99 m  |         | BBU ´01                          |
| 12      | Frankreich  | Noa Essengue                    | 18. Dezember 2006 | 2,05 m  | DL      | Pole France Paris                |
| 13      | Niederlande | Endurance Aiyamenkhue           | 1. Juni 2007      | 2,09 m  |         | Millenium Basketball Club (MBCA) |
| 14      | Deutschland | Jonas Zilinskas                 | 13. Januar 2006   | 2,04 m  |         | BBC Coburg                       |
| 15      | Deutschland | Jervis Carollan Essenam Scheffs | 9. Oktober 2007   | 1,92 m  |         | BBU ´01                          |
| 17      | Deutschland | Tobias Rainer Holbach           | 7. September 2005 | 2,04 m  |         | SG Weiterstadt                   |
| 20      | Belgien     | Guillaume Charles Schoentgen    | 1. Juni 2006      | 2,05 m  |         | iIbam                            |
| 21      | Deutschland | Alec Anigbata                   | 6. Oktober 2004   | 2,05 m  | DL      | FC Bayern Basketball II          |
| 22      | Deutschland | Philip Hecker                   | 19. Januar 2002   | 1,92 m  | DL      | MTV Kronberg                     |
| 27      | Deutschland | Sebastian Maximilian Pachucki   | 27. August 2004   | 2,05 m  |         | BBU ´01                          |
| 77      | Bulgarien   | Simeon Dimitrov                 | 23. Juni 2004     | 2,04 m  |         | BBU ´01                          |

| Trainer     | Trainer           | Trainer    |
| Nat.        | Name              | Position   |
| ----------- | ----------------- | ---------- |
| Island      | Baldur Ragnarsson | Trainer    |
| Deutschland | Erik Rösch        | Co-Trainer |

| Legende                 | Legende                                                    |
| Abk.                    | Bedeutung                                                  |
| ----------------------- | ---------------------------------------------------------- |
| Nr.                     | Trikotnummer                                               |
| Nat.                    | Nationalität                                               |
| (C)                     | Mannschaftskapitän                                         |
| DL                      | Doppellizenzspieler Ratiopharm Ulm (Basketball-Bundesliga) |
| BBU ’01                 | Jugendbereich ratiopharm ulm                               |
| Quellen                 |                                                            |
| Teamhomepage            |                                                            |
| Stand: Saison 2023/2024 |                                                            |

| Legende                 | Legende                                                    |
| Abk.                    | Bedeutung                                                  |
| ----------------------- | ---------------------------------------------------------- |
| Nr.                     | Trikotnummer                                               |
| Nat.                    | Nationalität                                               |
| (C)                     | Mannschaftskapitän                                         |
| DL                      | Doppellizenzspieler Ratiopharm Ulm (Basketball-Bundesliga) |
| BBU ’01                 | Jugendbereich ratiopharm ulm                               |
| Quellen                 |                                                            |
| Teamhomepage            |                                                            |
| Stand: Saison 2023/2024 |                                                            |

## Kader der Saison 2019/2020
| Spieler | Spieler            | Spieler                | Spieler            | Spieler | Spieler | Spieler                |
| Nr.     | Nat.               | Name                   | Geburt             | Größe   | Info    | Letzter Verein         |
| ------- | ------------------ | ---------------------- | ------------------ | ------- | ------- | ---------------------- |
| 5       | Vereinigte Staaten | Zachary Ensminger      | 30. April 2001     | 1,91 m  | DL      | Gotha                  |
| 6       | Deutschland        | Nils Mittmann          | 10. April 1979     | 2,01 m  | DL      | Walter Tigers Tübingen |
| 7       | /                  | Timo Lanmüller         | 17. März 2001      | 1,93 m  | DL      | Basket Flames Wien     |
| 9       | Deutschland        | Marius Stoll           | 9. Juli 1999       | 1,93 m  | DL      | BBU ’01                |
| 10      | Deutschland        | Christoph Philipps     | 15. September 1998 | 2,04 m  | DL      | BBU ’01                |
| 11      | Deutschland        | Robert Stark           | 14. Juni 1998      | 1,98 m  |         | KIT SC                 |
| 12      | Deutschland        | Latrell Jamal Großkopf | 20. August 2001    | 2,00 m  |         | Hamburg Pirates        |
| 13      | Deutschland        | Nicolas Bretzel        | 29. Mai 1999       | 2,09 m  | DL      | BBU ’01                |
| 15      | Ungarn             | Maté Fazekas           | 19. Januar 2000    | 2,10 m  | DL      | BBU ’01                |
| 27      | Deutschland        | Moritz Krimmer         | 27. August 2000    | 1,98 m  |         | BBU ’01                |
| 29      | /                  | Nat Diallo             | 3. Februar 2000    | 2,05 m  | DL      | Rasta Vechta           |
| 35      | Deutschland        | Maximilian Hoeke       | 3. Mai 2002        | 1,95 m  |         | USC Freiburg           |
| 36      | Deutschland        | Kristofer Krause       | 6. März 2000       | 1,90 m  |         | Science City Jena      |

| Trainer     | Trainer            | Trainer         |
| Nat.        | Name               | Position        |
| ----------- | ------------------ | --------------- |
| Island      | Baldur Ragnarsson  | Trainer         |
| Deutschland | Felix Gutsche      | Co-Trainer      |
| Deutschland | Sebastian Sieghart | Athletiktrainer |

| Legende                 | Legende                                                    |
| Abk.                    | Bedeutung                                                  |
| ----------------------- | ---------------------------------------------------------- |
| Nr.                     | Trikotnummer                                               |
| Nat.                    | Nationalität                                               |
| (C)                     | Mannschaftskapitän                                         |
| DL                      | Doppellizenzspieler Ratiopharm Ulm (Basketball-Bundesliga) |
| BBU ’01                 | Jugendbereich ratiopharm ulm                               |
| Quellen                 |                                                            |
| Teamhomepage            |                                                            |
| Stand: Saison 2019/2020 |                                                            |

| Legende                 | Legende                                                    |
| Abk.                    | Bedeutung                                                  |
| ----------------------- | ---------------------------------------------------------- |
| Nr.                     | Trikotnummer                                               |
| Nat.                    | Nationalität                                               |
| (C)                     | Mannschaftskapitän                                         |
| DL                      | Doppellizenzspieler Ratiopharm Ulm (Basketball-Bundesliga) |
| BBU ’01                 | Jugendbereich ratiopharm ulm                               |
| Quellen                 |                                                            |
| Teamhomepage            |                                                            |
| Stand: Saison 2019/2020 |                                                            |

## Kader der Saison 2016/2017
| Spieler | Spieler     | Spieler            | Spieler    | Spieler | Spieler      | Spieler                 |
| Nr.     | Nat.        | Name               | Geburt     | Größe   | Info         | Letzter Verein          |
| ------- | ----------- | ------------------ | ---------- | ------- | ------------ | ----------------------- |
| 3       | Ungarn      | Marcell Pongó      | 03.03.1997 | 1,92 m  | DL / RAT     | PVSK Pannonpower Pécs   |
| 6       | Deutschland | Nils Mittmann      | 10.04.1979 | 2,01 m  |              | Walter Tigers Tübingen  |
| 7       | Deutschland | Joschka Ferner     | 05.01.1996 | 2,01 m  | DL / RAT     | BBU ’01                 |
| 10      | Deutschland | Christoph Phillips | 15.09.1998 | 1,95 m  | DL / BBU ’01 | BBU ’01                 |
| 10      | Deutschland | Marvin Omuvwie     | 11.07.1997 | 1,97 m  | DL / RAT     | TuS Lichterfelde        |
| 8       | Deutschland | Nicolas Möbus      | 17.12.1998 | 1,92 m  | DL / BBU ’01 | BBU ’01                 |
| 13      | Deutschland | Bernhard Benke     | 25.05.1997 | 2,08 m  | DL / RAT     | BBU ’01                 |
| 22      | Deutschland | Björn Rohwer       | 22.08.1995 | 2,12 m  | DL / RAT     | BBC Rendsburg           |
| 19      | Deutschland | Till Pape          | 10.12.1997 | 2,06 m  | DL / RAT     | finke baskets Paderborn |
| 5       | Deutschland | Tim Köpple         | 03.09.2000 | 1,82 m  | DL / BBU ’01 | BBU ’01                 |
| 9       | Deutschland | Marius Stoll       | 09.07.1999 | 1,85 m  | DL / BBU ’01 | BBU ’01                 |
| 12      | Deutschland | Lukas Rosenbohm    | 25.05.1997 | 2,00 m  | DL / RAT     | BBU ’01                 |
| 44      | /           | David Krämer       | 14.01.1997 | 1,90 m  | DL / RAT     | Oberwart Gunners        |

| Trainer     | Trainer          | Trainer         |
| Nat.        | Name             | Position        |
| ----------- | ---------------- | --------------- |
| Finnland    | Daniel Jansson   | Head-Coach      |
| Deutschland | Sebastian Ludwig | Assistant Coach |

| Legende                 | Legende                                |
| Abk.                    | Bedeutung                              |
| ----------------------- | -------------------------------------- |
| DL                      | Doppellizenzspieler                    |
| RAT                     | Ratiopharm Ulm (Basketball-Bundesliga) |
| BBU ’01                 | Jugendbereich ratiopharm ulm           |
| Quellen                 |                                        |
| Teamhomepage            |                                        |
| Stand: Saison 2014/2015 |                                        |

| Legende                 | Legende                                |
| Abk.                    | Bedeutung                              |
| ----------------------- | -------------------------------------- |
| DL                      | Doppellizenzspieler                    |
| RAT                     | Ratiopharm Ulm (Basketball-Bundesliga) |
| BBU ’01                 | Jugendbereich ratiopharm ulm           |
| Quellen                 |                                        |
| Teamhomepage            |                                        |
| Stand: Saison 2014/2015 |                                        |

## Trainerchronik
| Amtszeit  | Trainer           |
| --------- | ----------------- |
| 2003–2010 | Dario Jerkić      |
| 2010–2011 | Uwe Sauer         |
| 2011–2012 | John Staudt       |
| 2012–2013 | Tim Lewis         |
| 2013–2014 | Zoltan Nagy       |
| 2014–2019 | Daniel Jansson    |
| 2019–2022 | / Anton Gavel     |
| 2022–2024 | Baldur Ragnarsson |
| seit 2024 | Florian Flabb     |